# Nekropola sa stećcima u Donjim Breškama, lokalitet katoličko groblje
Nekropola u Donjim Breškama, lokalitet katoličko groblje je povijesno područje, srednjovjekovna nekropola stećaka u Donjim Breškama, na mjesnom katoličkom groblju u Donjim Breškama. Jedno je od više lokaliteta sa stećcima na području župe Breške. Narod stećke još naziva mramorovima, a u majevičkom kraju češće za stećke kaže da su to "mađarska groblja", podrazumijevajući velika starost i podrijetlo iz vremena kada su ovdje vladali Mađari. Na lokalitetu je do danas je sačuvano pet stećaka sandučaste i pločaste forme. Tri su utonula utonula i teško ih je identificirati. Na vidljivim površinama stećaka dobro su uočljivi motivi isklesanog križa i motiv sunca. Svim je stećcima svojstveno da su na njima prepoznatljivim ukrasi kojima su bili ukrašeni. Među ukrasima prevladava križ, zatim luk, spirala, sjekira, jabuka, sablja i više usporednih crta. Sa sigurnošću možemo tvrditi da su svi ovi stećci kršćanski nadgrobnici, jer su pretežito u sastavu kršćanskih grobalja i svjedoče o potrajnosti, odnosno neprekidnosti kršćanskog pokapana na grobljima gdje se nalaze. Natpisi koji prevladavaju su u duhu kršćanskih zaziva i molitava, a posebno prevladavaju motivi iz Novog zavjeta, poput križa, kaleža, vinove loze (trs), grožđa.
Ovakvi spomenici brojni su u sjeveroistočnoj Bosni (okolina Srebrenice i Zvornika), dok se u ostatku BiH tek su pojedinačna pojava. Većina stećaka pripada po vrsti položenim monolitima, koji su u tri pojavna oblika: ploče, sanduka i sarkofaga (sljemenjaka). Stubovi, glede brojnosti i obrade dosta zaostaju iza osnovnih oblika stećaka. Malobrojni su je relativno kratko traju. Šefik Bešlagić ih datira najranije oko polovine 15. stoljeća, a ima ih i iz prve polovice 16. stoljeća. Prostorni plan BiH do 2000. godine za područje Tuzle kao spomenik III. kategorije uvrstio je je 6 lokaliteta nekropola sa stećcima (ukupno 50 stećaka), ali nije precizno identificirao o kojima se radi.